# Raymond Gafner
Raymond Gafner (Lausanne, 17 de fevereiro de 1915 – Lausanne, 26 de novembro de 2002) foi um jogador de hóquei no gelo, árbitro, membro do Comitê Olímpico Internacional e um dos fundadores do Museu Olímpico, condecorado com a Medalha Pierre de Coubertin.
Jogador de hóquei na Liga da Primeira Divisão suiça e posteriormente árbitro internacional do esporte, foi presidente da Federação Suiça de Hóquei sobre o Gelo entre 1945 e 1951, tendo conquistado uma medalha de bronze no campeonato mundial de 1950. Tornou-se membro do Comitê Olímpico Suíço em 1947 e seu presidente entre 1965 e 1985. Integrou o Comitê Olímpico Internacional entre 1969 e 1990, quando tornou-se membro honorário e foi um dos fundadores do Museu Olímpico, em Lausanne, em 1993.
Em 1999, aos 84 anos, foi condecorado com a Medalha Pierre de Coubertin, por "seus ensinamentos, pesquisas e escritos intelectuais, que contribuíram para a promoção do Olimpismo no espírito de Pierre de Coubertin".